# Cânone em Ré Maior
Cânone em Ré Maior é um cânone do compositor alemão Johann Pachelbel. Seu nome original é Cânone e Giga para 3 violinos e baixo contínuo (em alemão Kanon und Gigue für 3 Violinen mit Generalbaß), às vezes também chamado de Cânone e Giga em ré ou Cânone de Pachelbel.

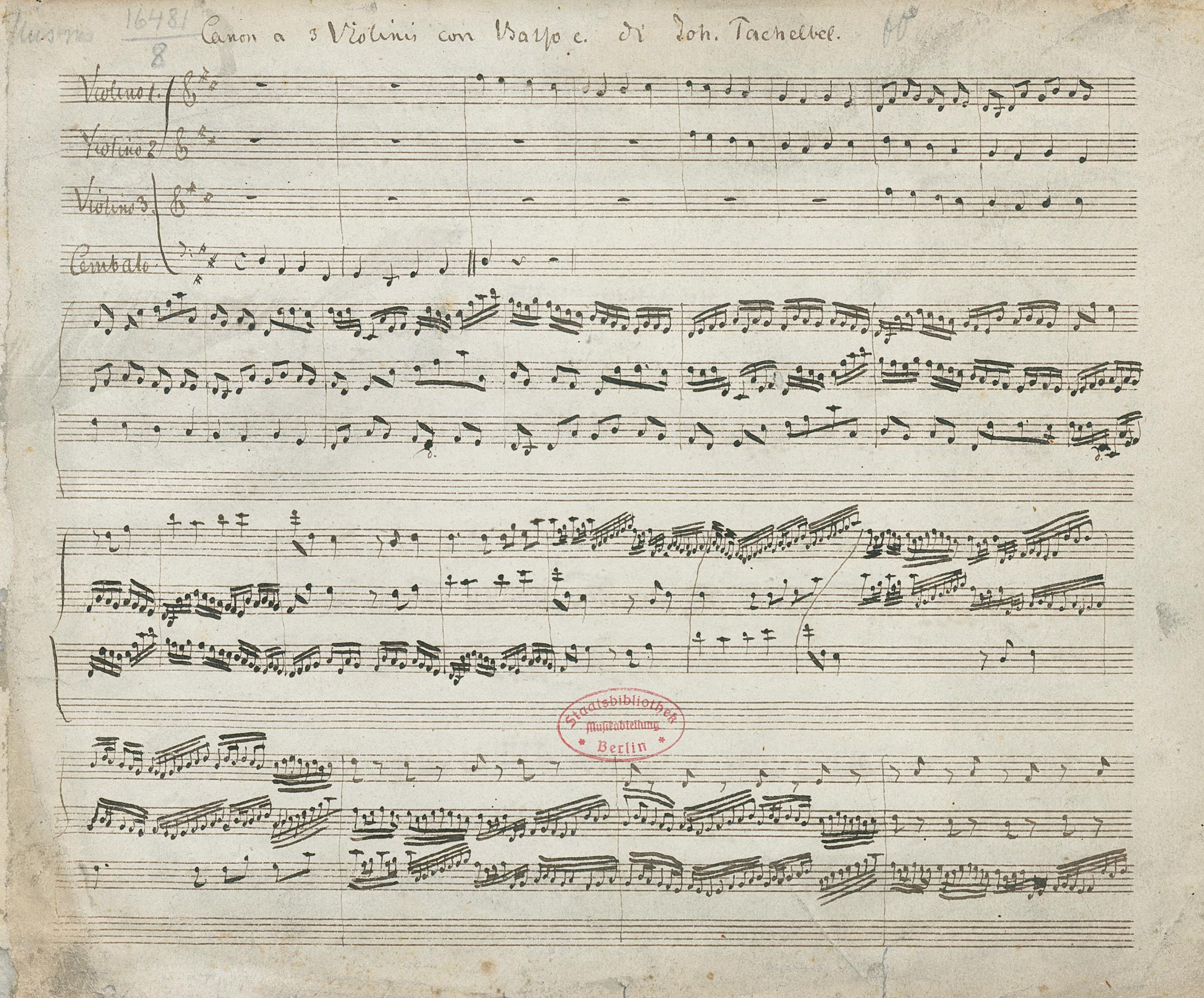
Primeira página do cânone, a mais antiga cópia do cânone conhecida. Mostra os primeiros compassos

A data da composição e suas circunstâncias são desconhecidas. Uma hipótese é que a peça foi composta entre 1680 e 1706, e a partitura mais antiga conhecida do cânone data do século XIX.
O cânone, assim como os outros trabalhos de Pachelbel, se tornaram populares durante sua vida, porém foram esquecidos por séculos. Em 1968 Jean-François Paillard arranjou a peça para orquestra de câmara, o que a fez ganhar popularidade. Na década de 1970, a peça foi gravada e executada por muitos grupos musicais, e nos anos 1980 a presença dessa peça como música de fundo era quase inevitável. Desde os anos 1970 até cerca de 2000, os elementos da obra, especialmente sua progressão musical, têm sido usados em uma variedade de sons populares. Desde os anos 1980, também é executada em casamentos e funerais.
O cânone originalmente foi escrito para três violinos e baixo contínuo e uma giga. Os dois movimentos estão em tom de ré maior. Assim como um cânone possui uma única melodia para três partes, essa obra também possui elemento de uma Chacona.

## Composição
Durante sua vida, Johann Pachelbel era renomado por sua música para órgão e para instrumentos de teclado (especialmente o cravo). Hoje em di  ele também conhecido pela música sacra e pela música de câmara.
Há poucas obras sobreviventes de sua música de câmara, exceto por Musicalische Ergötzung (um conjunto de peças solo publicadas durante a vida de Pachelbel) e algumas peças isoladas. O Cânone e Giga em ré maior é uma dessas peças. Uma única cópia de um manuscrito do século XIX sobreviveu e hoje se encontra em Berlim. A cópia contém outras duas suítes de música da câmara. Outra cópia, também em Berlim, se perdeu.
As circunstâncias de composição da peça são desconhecidas. Hans-Joachim Schulz escreveu em 1985 que a peça pode ter sido composta para o casamento do irmão de Johann Sebastian Bach, Johann Christoph Bach, em 23 de outubro de 1694. Johann Ambrosius Bach, Pachelbel e outros amigos e familiares compuseram e executaram música para a ocasião.
Johann Christoph Bach era o irmão mais velho de J. S. Bach e era pupilo de Pachelbel. Outro pesquisador, Charles E. Brewer, investigou uma variedade de possíveis conexões entre Pachebel e a música de câmara de Heinrich Biber. Sua pesquisa indicou que o cânone pode ter sido composto como resposta para uma chacona com elementos de cânone a qual Biber compôs como parte de Parte III de Harmonia artificioso-ariosa. Isso indica que o cânone de Pachelbel não pode ser anterior a 1696, ano de publicação da coleção de Biber. Outras versões determinam que a data de composição do Cânone é anterior a 1680.

## Redescoberta e fama
O cânone, sem a giga, foi publicado em 1919 pelo pesquisador Gustav Backmann, o qual incluiu a partitura em ser artigo sobre a música de câmara de Pachelbel. Sua pesquisa foi inspirada pelo pesquisador e editor Max Seiffert, que em 1929 publicou seu arranjo para o Cânone e Giga em sua série de Organum. Entretanto, aquela versão incluía articulações e dinâmicas que não existiam na versão original. Além disso Seiffert proveu o tempo que ele achava melhor, que pesquisas posteriores disseram estar errado. A primeira gravação do cânone ocorreu em 1940 e foi executada por Arthut Fiedler.
Em 1968, a Orquestra de Câmara Jean-François Paillard fez uma gravação que mudou a história da peça. Essa versão foi feita em um estilo mais Romântico, em um tempo mais devagar, e contendo partes de obbligato, escritas por Paillard e que agora são associadas a peça. A gravação de Paillard foi lançado em junho na França pela Erato Records como parte de um LP no qual também estava incluído um concerto para trompete de Johann Friedrich Fasch e outros trabalhos de Pachelbel e de Fasch, todas executadas pela Orquestra de Câmara Jean-François Paillard. O Cânone também foi incluído em um álbum pela Sociedade de Patrimônio Musical em 1968.
Em julho de 1968, a banda grega Aphrodite's Child lançou o 'gle "Rain and Tears", o qual era uma adaptação ao rock do cânone de Pachelbel. A banda, na época sediada na França e não se sabe se eles se inspiraram na gravação de Paillard ou simplesmente não a ouviram. Rain and Tears foi um sucesso, alcançando a 1ª posição em muitos países Europeus. Alguns meses depois em agosto de 1968, a banda espanhola Pop-tops lançou a música "O Lord, Why Lord" que também era baseada no Cânone de Pachelbel. Assim como em Rain and Tears não se sabe em qual gravação se inspiraram. Um cover da música foi lançada pela banda americana Parliament em seu álbum de 1970, Osmium.
Em 1970, uma estação de rádio de Música clássica em São Francisco tocou a gravação de Paillard, e recebeu inúmeros pedidos de ouvintes. A peça ganhou fama, particularmente na Califórnia. Em 1974, London Records, ciente do interesse na música, editou um álbum do Concerto de Natal de Corelli, tocada pela Orquestra de Câmara Stuttgart, que continha a peça, agora com o nome de Pachelbel Kanon: the Record That Made it Famous and other Baroque Favorites (O Cânone de Pachelbel: A gravação que o tornou famoso e outras peças barrocas favoritas). O álbum foi o álbum de Música clássica mais vendido de 1976. Seu sucesso permitiu que outras gravadoras também gravassem a peça, que também vendiam bem.
Em 1977, a gravadora RCA Red Seal distribuiu a gravação da Erato Records pelos Estados Unidos e outros lugares. Nos EUA, foi o 6º álbum clássico mais vendido de 1977 (dois outros álbuns contendo o cânone foram lançados naquele ano: O álbum da Orquestra de Câmara Stuttgart na 17ª posição e outro álbum contendo a gravação de Paillard, "Go baroque!" na 13 posição). A gravação de Paillard recebeu destaque, ao fazer parte da trilha sonora do filme Ordinary People. O álbum da Erato/RCA continuou subindo, até em janeiro de 1982, alcançou 1º lugar, e se manteve até maio, quando uma gravação, também com o Cânone em ré maior, da Academia de Música Antiga, conduzida por Christopher Hogwood alcançou o primeiro lugar.
Em 1982, o pianista George Winston incluiu suas "Variações sobre Cânone de Johan Pachelbel" em seu ábulm solo December, o qual vendeu mais de três milhões de cópias. No mesmo ano, a revista The New Yorker publicou uma charge intitulada "Prisioneiros de Pachelbel", na qual um prisioneiro escutava um alto-falante: "Para seu prazer de ouvir, mais uma vez apresentamos o cânone de Pachelbel".
Em 1991, o álbum de paródias musicais WTWP Classical Talkity-Talk Radio de P. D. Q. Bach é definido como uma estação de rádio ficcional, cujas letras iniciais significam "Wall-to-Wall Pachelbel" (Pachelbel de Parede em parede).

## Análise
O Cânone de Pachelbel combina técnicas de um Cânone e Basso Ostinato. O Cânone é uma forma polifônica na qual cada voz repete exatamente a mesma melodia, em sequência. No Cânone em ré maior, existem 3 vozes que executam a melodia, mas existe também uma quarta voz, o Baixo contínuo, que toca uma melodia independente.

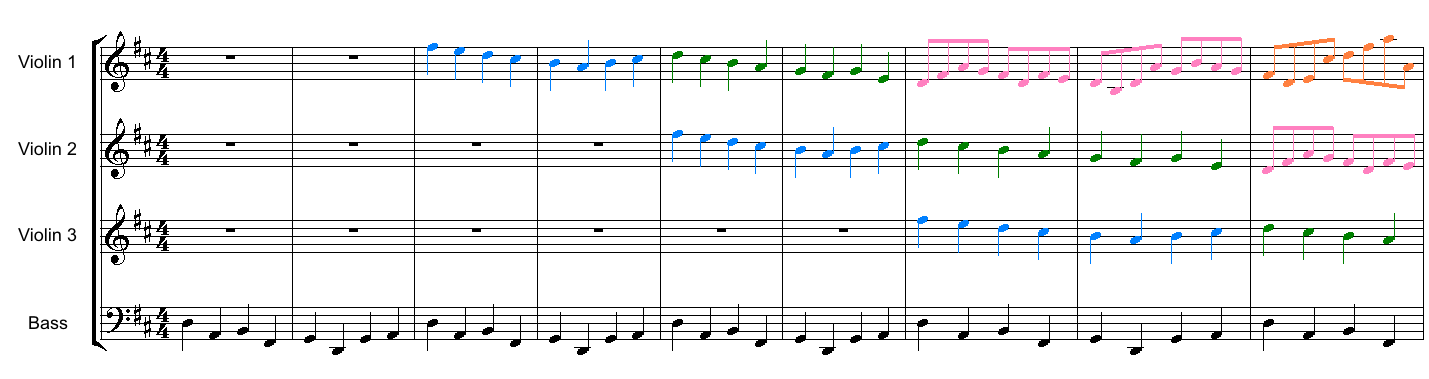
Nos primeiros 9 compassos, os violinos executam um cânone de 3 vozes, enquanto o baixo provém a estrutura harmônica.

O baixo mantém a mesma melodia durante a peça.
O termo musical para isso, é baixo ostinato.
| N.° | Acorde                       | Grau na escala                       | Em algarismo romano |
| --- | ---------------------------- | ------------------------------------ | ------------------- |
| 1   | Ré maior                     | Tônica                               | I                   |
| 2   | Lá maior                     | Dominante                            | V                   |
| 3   | Si menor                     | Sobredominante                       | VI                  |
| 4   | Fá sustenido menor/ Ré maior | Mediante/primeira inversão da Tônica | III/I               |
| 5   | Sol maior                    | Subdominante                         | IV                  |
| 6   | Ré maior                     | Tônica                               | I                   |
| 7   | Sol maior                    | Subdominante                         | IV                  |
| 8   | Lá maior                     | Dominante                            | V                   |

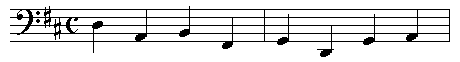
O baixo contínuo do cânone de Pachelbel é composto por dois compassos e oito notas, que são as bases dos acordes da peça

Os primeiros 8 acordes da progressão formam uma sequência conhecida como Romanesca. Essa progressão vem sido identificada como uma progressão comum no século XVII e XVIII por Robert Gjerdinen.
Na Alemanha, Itália e França do século XVII, muitas peças compostas sobre baixo contínuo eram chamadas de Chaconas ou Passacaglias; tais peças, as vezes algumas variações nas vozes. Enquanto alguns pesquisadores consideram que cada uma dos 28 temas do baixo são uma variação, um estudioso descobriu que o cânone é composto de apenas 12 variações, a maioria composto de quatro compassos:
1. (Compassos 3-6) Semibreves
2. (Compassos 7-10) Colcheias
3. (Compassos 11-14) Semicolcheias
4. (Compassos 15-18) Saltos em semibreves, pausa
5. (Compassos 19-22) Fusas padronizadas na melodia
6. (Compassos 23-26) Staccato, colcheias e pausas
7. (Compassos 27-30) Extensões da melodia com Semicolcheias e notas vizinhas
8. (Compassos 31-38) Padrões repetidos de Semicolcheias
9. (Compassos 39-42) Ritmos pontuados
10. (Compassos 43-46) Ritmos Pontuados e semicolcheias padronizadas em notas vizinhas
11. (Compassos 47-50) Síncope em semibreves e ritmos de colcheias
12. (Compassos 21-56) Saltos em oitavas de Colcheias

O Cânone de Pachelbel, funde, o Cânone, uma forma polifônica e a Chacona, uma mistura de variações com uma composição com baixo contínuo. Pachelbel constrói variações as deixa quase imperceptíveis.

## Influência na música popular
Alguns meses depois do lançamento da gravação de Paillard, dois grupos lançaram músicas de sucesso baseadas no Cânone: A banda grega "Aphrodite's Child" com a música "Rain and Tears" e o grupo espanhol Pop-Tops que lançou: "O Lord, Why Lord".
Em 2002, o produtor musical Pete Waterman descreveu o Cânone como "quase um avô da música pop pois todos nós o usamos de alguma maneira nos últimos 30 anos". Ele também disse que a música "I Should Be So Lucky" de Kylie Minogue, no qual ele foi co-autor e co-produtor, foi inspirada no Cânone. "All Togheter Now" da banda "The Farm" tem sua sequência de acordes diretamente ligada ao cânone de Pachelbel.
A música "Go west" da banda "Pet Shop Boys" relembra o Hino da União Soviética e o Cânone de Pachelbel. "C U When U get There" de Coolio se desenvolve sobre um Sample do Cânone. Outras músicas fazem uso da progressão dos acordes do Cânone como "Streets of London" de Ralph McTell, "Basket Case" de "Green Day", "Don't Look Back in Anger" de Oasis, "Like Toy Soldiers" de Eminem e "Graduation (Friends Forever)" da cantora "Vitamin C".
Em 2012, a Co-Operative Funelcare, do Reino Unido fez uma lista com as músicas clássicas mais populares nos funerais, e o Cânone ficou em segundo lugar, atrás de "Nimrod" de Edward Elgar.
A Orquestra Trans-Siberiana possui uma música baseada na melodia do Cânone, "Christmas Canon". "Sunday Morning" de Procol Harum é baseado no Cânone."
Em 2019, a banda Maroon 5 lançou o single Memories, baseado na Cânone, que acabou se tornando um de seus maiores hits.